# Мугаммад Асад Малік
Мугаммад Асад Малік (30 жовтня 1941 — 27 липня 2020) — пакистанський хокеїст на траві.
Олімпійський чемпіон 1968 року, срібний призер 1964, 1972 років.
Переможець Азійських ігор 1962, 1970 років, срібний призер 1966 року.